# Setodes fluviovivens
Setodes fluviovivens là một loài Trichoptera trong họ Leptoceridae. Chúng phân bố ở vùng Indomalaya.